# Filep Aladár
Remetei Filep Aladár (Nagyszeben, 1896. július 4. – Budapest, 1987. április 20.) orvos, sebész, egyetemi magántanár.

## Életpályája
1906-tól volt középiskolás; a gimnázium alsó osztályát Nagyszebenben, a felső osztályt Székelyudvarhelyen a Római Katolikus Gimnáziumban végezte el; itt érettségizett. 1914 őszén beiratkozott a Kolozsvári Tudományegyetem Orvosi Karára. 1916 nyarán önkéntes katonai szolgálatra jelentkezett. 1916–1918 között 27 hónapos frontszolgálatot töltött különböző frontokon. 1918-tól a budapesti egyetem hallgatója volt, ahol 1921-ben megszerezte orvosi diplomáját. 1922-től a szentesi kórház sebésze volt. 1923-ban, Budapesten szakorvosi vizsgát tett kórbonctanból és szülészet-nőgyógyászatból. 1923-ban a Szegedi Tudományegyetem Szülészeti, Nőgyógyászati Klinikáján vállalt gyakornoki, majd tanársegédi munkát. 1926-tól a szentesi kórház főorvosa volt. 1928–1966 között a szentesi kórház igazgató-főorvosa volt. Műtéttanból 1931-ben a szegedi orvosi karon magántanári képesítést szerzett. 1935-ben megkapta a szentesi vármegyei közkórház nőgyógyászati "osztályos főorvosi" állását. 1945–1947 között – dr. Bugyi István távollétében – őt volt a szentesi kórház igazgatója. A Szegedi Orvosi Kar 1946-ban habilitálta, s címzetes egyetemi magántanárként 1948–1951 között oktatta a nőgyógyászati patológia című tárgyat a szegedi egyetemen. 1967-ben nyugdíjba vonult.

### Munkássága
A szülészet-nőgyógyászat gyakorlati és elméleti kérdéseivel foglalkozott. Szakirodalmi tevékenysége sokoldalú volt, hazai és külföldi szakfolyóiratokban közölték tanulmányait. Több hazai és külföldi társaság választotta tagjának.

## Családja
Szülei: Filep Aladár és Karádi Nagy Etelka voltak. 1934. november 3-án, Hódmezővásárhelyen házasságot kötött Genersich Klárával. Házasságukból három gyermekük született: Antal (1936), Klára (1937) és Aladár (1944).
Sírja a Farkasréti temetőben található (8/1-1-104).

## Művei
- A scopdamin új alkalmazási módja a szülészetben és nőgyógyászatban (Magyar Nőorvosok Lapja, 1947)
- A műtét utáni tetanusról (Magyar Nőorvosok Lapja, 1951)

## Díjai
- Érdemes orvos (1953)[8]